# Toán học ứng dụng
Toán học ứng dụng là một ngành toán học áp dụng các kiến thức toán học cho các lĩnh vực khác.
Các ứng dụng có thể bao gồm giải tích số, toán học tính toán, mô hình toán học, tối ưu hoá, toán sinh học, tin sinh học, lý thuyết thông tin, lý thuyết trò chơi, xác suất và thống kê, toán tài chính, mật mã, hình học hữu hạn, khoa học máy tính,...
Phương pháp toán chủ yếu để giải các bài toán cụ thể trong từng lĩnh vực là việc thiết lập một mô hình toán học cho hệ thống nằm trong nghiên cứu của bài toán.

## Các chủ đề chính
- Bài toán nghịch đảo
- Động lực dân số
- Hệ động lực
- Hệ phức
- Hiển thị dữ liệu
- Lý thuyết chu trình
- Lý thuyết điều khiển
- Lý thuyết thông tin
- Lý thuyết trò chơi
- Phương pháp số
- Toán cho kỹ sư
- Toán kinh tế
- Tối ưu hoá
- Xử lý tín hiệu

Toán cho kỹ sư giải quyết các bài vật lý, do vậy gần như trùng với vật lý lý thuyết. Một số phân ngành của lĩnh vực này: thủy động học, âm học, phương trình Maxwell, cơ học, phương pháp Toán lý,...